# قانون قيرز
قانون گيرز (بالإنجليزية: Geers' law)‏ هو قاعدة في فونولوجيا اللغة الأكدية ينص على عدم اجتماع صوتين مفخمين في كلمة أكدية واحدة. القانون مسمى باسم فرِدرك گيرز (بالإنجليزية: Frederick Geers)‏ الذي اكتشف النمط في 1945.
يتعلق القانون بالأصوات في جذور اللغة السامية الأم التي تمت عليها عملية المخالفة كي لا يجتمع صوتان مفخمان في كلمة؛ على سبيل المثال:
- *ض ب ط ṣ̂bṭ > صَباتُ ṣabātu 'استولى، صادر'
- *ق ط ن ḳṭn > قَتانُ ḳatānu 'نحف'
- *ق ص ر ḳṣr > كَصارُ kaṣāru 'قيّد'
- *ض ي ق ṣ̂yḳ > سِآقُ siāḳu 'ضاق'

هذه القاعدة أثرت أيضًا على الكلمات المستعارة، مثل كلمة «*قطل» 'قتل' المستعارة من اللغة الأمورية، التي صارت «قتل» في الأكدية. وفي حالات نادرة، لم تطبق القاعدة، كما في كلمة قاصو ḳaṣû بدلًا من كاصو kaṣû.